# Municipio de Misantla
El municipio de Misantla es uno de los 212 municipios del estado mexicano de Veracruz. Tiene su ubicación en la región montañosa de la zona centro del estado. Su cabecera es la localidad de Misantla. Sus coordenadas son 19°55′51.86″N 96°51′6.09″O / 19.9310722, -96.8516917 y está situado a una altura de 400 metros sobre el nivel del mar.

## Ubicación
| Noroeste: Martínez de la Torre              | Norte: San Rafael                | Nordeste: Nautla                          |
| Oeste: Atzalan                              |                                  | Este: Yecuatla, Colipa y Vega de Alatorre |
| Suroeste: Tenochtitlán, Tonayan y Altotonga | Sur: Landero y Coss y Miahuatlán | Sureste: Chiconquiaco                     |

## Clima
Su clima es cálido-húmedo, con una temperatura promedio de 22,7 °C. Su precipitación pluvial media anual es de 2,036.4 mm.
| Parámetros climáticos promedio de Misantla  | Parámetros climáticos promedio de Misantla | Parámetros climáticos promedio de Misantla | Parámetros climáticos promedio de Misantla | Parámetros climáticos promedio de Misantla | Parámetros climáticos promedio de Misantla | Parámetros climáticos promedio de Misantla | Parámetros climáticos promedio de Misantla | Parámetros climáticos promedio de Misantla | Parámetros climáticos promedio de Misantla | Parámetros climáticos promedio de Misantla | Parámetros climáticos promedio de Misantla | Parámetros climáticos promedio de Misantla | Parámetros climáticos promedio de Misantla |
| Mes                                         | Ene.                                       | Feb.                                       | Mar.                                       | Abr.                                       | May.                                       | Jun.                                       | Jul.                                       | Ago.                                       | Sep.                                       | Oct.                                       | Nov.                                       | Dic.                                       | Anual                                      |
| ------------------------------------------- | ------------------------------------------ | ------------------------------------------ | ------------------------------------------ | ------------------------------------------ | ------------------------------------------ | ------------------------------------------ | ------------------------------------------ | ------------------------------------------ | ------------------------------------------ | ------------------------------------------ | ------------------------------------------ | ------------------------------------------ | ------------------------------------------ |
| Temp. máx. abs. (°C)                        | 32.5                                       | 33.1                                       | 35.1                                       | 39.5                                       | 39.5                                       | 38                                         | 35.1                                       | 36.1                                       | 36.5                                       | 34.8                                       | 39                                         | 31.5                                       | 39.5                                       |
| Temp. máx. media (°C)                       | 21.6                                       | 22.7                                       | 25.7                                       | 28.9                                       | 30.9                                       | 30.7                                       | 29.8                                       | 30.2                                       | 29.2                                       | 27.4                                       | 24.8                                       | 22.5                                       | 27                                         |
| Temp. media (°C)                            | 17.7                                       | 18.7                                       | 21.3                                       | 24.1                                       | 26.1                                       | 26                                         | 25.1                                       | 25.5                                       | 24.6                                       | 23.1                                       | 20.7                                       | 18.6                                       | 22.6                                       |
| Temp. mín. media (°C)                       | 13.8                                       | 14.6                                       | 16.9                                       | 19.4                                       | 21.2                                       | 21.2                                       | 20.5                                       | 20.8                                       | 20.1                                       | 18.8                                       | 16.5                                       | 14.6                                       | 18.2                                       |
| Temp. mín. abs. (°C)                        | 0.6                                        | 4                                          | 5                                          | 9                                          | 12                                         | 16                                         | 12                                         | 15                                         | 5.9                                        | 3.5                                        | 8                                          | 5                                          | 0.6                                        |
| Horas de sol                                | 11.5                                       | 11.9                                       | 12.4                                       | 13                                         | 13.5                                       | 13.7                                       | 13.6                                       | 13.2                                       | 12.6                                       | 12                                         | 11.6                                       | 11.3                                       | 12.5                                       |
| Fuente: Weatherbase 28 de diciembre de 2023 |                                            |                                            |                                            |                                            |                                            |                                            |                                            |                                            |                                            |                                            |                                            |                                            |                                            |

## Extensión
El municipio de Misantla tiene una superficie de 537,94 km²; cifra que representa un 0,72% total del Estado.

## Orografía
El municipio se encuentra ubicado en la zona centro montañosa del Estado. 
A su alrededor se encuentra la sierra de Chiconquiaco.

## Hidrografía
Se encuentra irrigado por los ríos Misantla y Palmas.

## Historia
No se conoce la fecha de su fundación basándose en la relación de Misantla por Diego Porres de Arteaga, se considera que tal hecho tuvo lugar entre 1540 y 1545. 
Esta región fue primitivamente poblada por inmigrantes llegados por mar y que desembocaron en Pánuco, para extenderse hasta Centroamérica. Ahí florecieron y en Papantla forjaron la cultura del Tajín o totonaca, de características propias y relevante. En 1542 es pintado el Códice Chiconquiaco que registra los acontecimientos históricos de las región de Misantla. En este año se fundó aquella población para concentrar y evangelizar a los nativos. El 25 de agosto de 1544, se fija la tributación que Misantla debía pagar en el pueblo de Xalapa. 
El 20 de enero de 1564, día de San Sebastián se traslada la población de San Juan Misantla, por decisión de los franciscanos que evangelizaban la comarca, del paraje antiguo al nuevo, en la unión de los ríos Palchán y Misantla. Uno de los primeros evangelizadores de la comarca fue el profesor Toribio de Benavente (Motolinía) y fray Buenaventura de Fuenlabrada, que radicó en el pueblo de Chapultepec. La nueva fundación fue llamada Santa María de la Asunción Misantla, aunque la primera iglesia construida se dedicó a San Sebastián, destruyéndola un incendio en 1565.
Siendo 8 veces Heroica por participar en las 4 intervenciones extranjeras al puerto de Veracruz. 
En 1610 se funda la congregación El Pocito de Nacaquinia.
En 1791 se da posesión de las tierras que constituyen el fundo de Misantla. El subdelegado de Misantla, Francisco Andicoechea envía a Nautla en 1812, el archivo para salvarlo de los insurgentes que amagan a la población.
Guadalupe Victoria, luego de convertirse en el primer Presidente la República, compró las tierras de El Palmar Misanteco y Piedra Grande.
El pueblo de Santa María Asunción Misantla fue cabecera cantonal, de acuerdo a la Ley para la Organización, Policía y Gobierno Interior del Estado, expedida en 1825.
En 1831 Sebastián Camacho describe el Escudo de Armas de Misantla, en el mismo año el jefe político Ángel de Ochoa y Ortega, escribe su trabajo "Cantón Misantla", publicado en la estadística del Estado Libre y Soberano de Veracruz.
Durante la intervención francesa, Misantla se convirtió en centro de operaciones regionales en 1865.
El 5 de agosto de 1866 las fuerzas imperialistas evacuan el lugar. En este período funge como Presidente Municipal Francisco Andiochea, y como colaboradores Gustavo Prom y Toro, Antonio Vernet, Carlos Cabrera, José del Rosario Méndez, Jesús Velasco y Corneli Gil.
En 1903 se hace cargo de la jefatura política del Cantón, el ingeniero militar Francisco Cánovas y Pasquel que había de construir sobre el río, el puente que lleva su nombre; el palacio municipal introduce la energía eléctrica y el alumbrado público.
El 19 de abril de 1930 se publica la declaratoria presidencial estableciendo que las aguas del río Misantla o Pueblo Viejo y sus afluentes, son de propiedad nacional.
El 14 de junio de 1932 la ranchería Banco y Mohonera se eleva a la categoría de congregación, en la denominación de Juan Jacobo Torres, y la congregación Las Lajas se denomina Ignacio Zaragoza. En el mismo año las congregaciones San Lorenzo y San Isidro, reciben los nombres de Gutiérrez Nájera y Salvador Díaz Mirón; dos años después la ranchería El Guayabal, se eleva a la categoría de congregación y recibe el nombre de Guillermo Vadillo. El 5 de abril de 1940, se expide el Decreto que la congregación Paso Viejo, se llamó Francisco Sarabia.
En 1954, la Colonia El Iris, se elevó a congregación Francisco I. Madero.
En 1960 la ranchería El Quilate, se eleva a la categoría de congregación, con el nombre de La Libertad, tres años después la congregación Temascales, se llama Venustiano Carranza.
En 1974 se inaugura la nueva carretera que unió a Misantla con la ciudad de Xalapa.

## Significado del nombre de Misantla
Misantla significa: Mazatl= venado y tlán= lugar; "lugar del venado", curiosamente por la noche el municipio se ilumina de una forma muy singular, visible desde la sierra, la ciudad asemeja la forma de una cabeza de venado.

## Escudo
Consiste en un óvalo trunco en su parte inferior que tiene en medio un campo verde, el cerro de Espaldilla y sobre su cenit un lucero. Sobre su parte superior interna un bejuco de vainilla. Presenta en su parte horizontal inferior la armas de la República. Orlan la parte inferior de este cuadro dos ramas de café en cereza atados por un moño de color rojo. Este escudo tuvo probablemente su origen en el año de 1830, después de haberse consumado la Independencia Nacional, aparece ya descrito en memoria escrita en 1831 por don Sebastián Camacho. Fue adoptado formalmente el 20 de enero de 1964 por el H. Ayuntamiento Constitucional, con motivo del cuarto centenario de la fundación de la ciudad de Misantla.

## Capital del estado
Misantla había sido capital del Estado de Veracruz en dos ocasiones; tales cuando fue la Intervención estadounidense en México (1847), y la Segunda intervención francesa en México de 1865-1867.

## Demografía
En 2010, el municipio contaba con una población de 64.249 personas. De las cuales 26,827 habitaban en la cabecera municipal, siendo 12,885 hombres y 13,942 mujeres.

En 2020, la población en Misantla fue de 65,761 habitantes (48.7% hombres y 51.3% mujeres). En comparación a 2010, la población en Misantla creció un 4.52%.
En 2015, 53,9% de la población se encontraba en situación de pobreza moderada y 12,5% en situación de pobreza extrema. La población vulnerable por carencias sociales alcanzó un 24,2%, mientras que la población vulnerable por ingresos fue de 2,11%.
En 2020, 2,8% de la población en Misantla no tenía acceso a sistemas de alcantarillado, 5,78% no contaba con red de suministro de agua, 1,95% no tenía baño y 1,74% carecía de energía eléctrica.
| Gráfica de evolución demográfica de Municipio de Misantla entre 1900 y 2020                                 |
| |
| Población de los censos y conteos del Instituto Nacional de Estadística y Geografía (INEGI) de 1900 a 2020. |

## Fiestas, danzas y tradiciones
El 20 de enero se celebra el aniversario de la fundación de la ciudad de Misantla.
El 3 de mayo, se celebra el día de los Pocitos, en el que se conmemora la leyenda del guerrero Milajahuat, quien, prendado de la belleza de la princesa totonaca Xanat princesa, pierde tantas batallas que debe ir a otros lugares a ganarse su honra y pierde la vida. Se cuenta entonces que al enterarse, la princesa rompe en llanto y con sus lágrimas forma el Pocito de Nacaquinia y se cree que la persona que toma agua, regresa otra vez a tomar agua de este pocito.
Del 1 al 5 de mayo se celebra la fiesta tradicional de la Ganadera.
Del 7 al 16 de mayo se celebran las Fiestas Patronales de La Sierra de Misantla (Pueblo Viejo y Salvador Díaz Mirón) en honor a San Miguel Arcángel y San Isidro Labrador.
Del 9 al 15 de agosto se lleva a cabo la Fiesta Titular en honor de la Virgen de la Asunción, patrona del lugar, con bailes populares, danzas autóctonas y folklóricas, actos religiosos, carreras de caballos y/o torneo de cintas, peleas de gallos y encuentros deportivos.
Del 31 de octubre al 2 de noviembre, se festeja a Todos los Santos y Fieles Difuntos, se coloca un altar, donde se depositan ofrendas de platillos tradicionales de la región.
24 de febrero El Día de la Bandera es una fiesta nacional en México dedicada a la bandera de México. El Día de la Bandera se celebra todos los años el 24 de febrero desde su implementación en 1937.

## Música
Los tríos son la música tradicional, ya que en esta ciudad existen un gran número de compositores; sin dejar de mencionar la tradicional canción del Pocito de Nacaquinia, en la voz de sus compositores los señores Martínez Gil.

## Artesanías
Se elabora el tallado en madera, talabartería (bordado de cinturones), artesanías variadas hechas con madera de cafeto.

## Gastronomía
Las deliciosas empapatadas, el pollo en chiltepin, tamales de picadillo, costilla de puerco enchilada y ahumada, atole agrio, tintines, alfajor, atole de champurrado, chocolate (bebida), chiles en vinagre, gorditas de sagú, jamoncillo, chile de bola, trompadas.

## Principales ecosistemas
Los ecosistemas que coexisten en el municipio son el de bosque con diversas especies de liquidambar, donde se desarrolla una fauna compuesta por poblaciones de mamíferos silvestres como el conejo, zorros, coyotes, armadillos y comadrejas; calandrias, tordos, patos, garzas y colibríes.

## Recursos naturales
En su vegetación sobresalen las maderas preciosas como el cedro, la caoba y otras menos conocidas pero de igual utilidad para la mueblería, ya que solo se conocen en la región.

## Características y uso del suelo
Su suelo es de tipo luvisol y vertisol, el primero se caracteriza por la acumulación de arcilla en el subsuelo; el segundo presenta grietas anchas en época de sequía, con subsuelo duro y arcilloso. Se utiliza aproximadamente un 60% para la agricultura, 20% en la ganadería, 15% en vivienda, 4% en comercio y 1% para oficinas.

## Centros históricos
- La Villa, balneario natural, donde se puede   nadar y acampar.
- Páxil, zona arqueológica.
- Los Ídolos, zona arqueológica.
- El museo Casa Señorial.
- casa de la cultura

## Educación
Misantla cuenta con un instituto superior que es el Instituto Tecnológico Superior de Misantla. Esta institución ha sido reconocida de excelencia educativa en otros países, tales como Estados Unidos de América, Francia, Suiza y España. En la ciudad o diferentes localidades del municipio, se cuenta con 124 Primarias, 112 planteles de Preescolar, 2 Secundarias Técnicas, 2 Secundarias Generales, 1 Centro de Bachillerato Tecnológico, 1 Centro de Bachillerato Tecnológico Agropecuario, 1 Escuela de Bachilleres, 43 telesecundarias y 7 telebachilleratos.

## Regionalización política
Cabecera del VIII Distrito Electoral Federal y cabecera del IX Distrito Electoral Local.

## Principales localidades
- Arroyo Hondo, con 2,093 habitantes, a 10 km de la cabecera municipal, camino pavimentado y de terracería.
- La Defensa, con 1,681 habitantes, a 32 km de la cabecera municipal, camino pavimentado y de terracería.
- Francisco Sarabia, con 1,141 habitantes, a 21 km de la cabecera municipal, camino pavimentado y de terracería.
- Salvador Díaz Mirón, con 1,113 habitantes, a 22.5 km de la cabecera municipal, camino de terracería.
- Pueblo Viejo, con 1,084 habitantes, a 16 km de la cabecera municipal, camino de terracería.
- Santa Cruz Hidalgo, con 843 habitantes, a 5 km de la cabecera municipal, camino pavimentado.
- Vicente Guerrero, con 823 habitantes, a 12 km de la cabecera municipal, camino de terracería.

## Personajes ilustres
- Los hermanos Martínez Gil fueron Carlos (1907-1972) y Pablo (1910-1987), dos músicos y compositores fallecidos ambos en la Ciudad de México. Actuaron como dueto de guitarras durante la mayor parte de su vida profesional. Fueron socios fundadores de la Sociedad de Autores y Compositores de México (SACM). Destaca, entre sus composiciones, “Chacha linda”.
- Chucho Martínez Gil (1917-1988), nombre profesional del compositor e intérprete Jesús Bojalil Gil. Autor de más de cien canciones, entre ellas “Pocito de Nacaquinia”, canción que caracteriza la tradición celebrada el Día de la Santa Cruz, el 3 de mayo, denominada por el pueblo misanteco "Día de los Pocitos". Otras dos composiciones notables son "Dos arbolitos" y "Nuestro final".
- Digna Ochoa y Plácido (1964-2001), abogada defensora de los derechos humanos en México, fue integrante del Centro de Derechos Humanos “Miguel Agustín Pro Juárez”, estudió en la Facultad de Derecho en Casa Ricardo Xalapa, Veracruz, y trabajó en oficinas de la Procuraduría General del Estado de Veracruz.
- Luis Gil Pérez (1871-1911) impulsó la educación en el estado de Tabasco, fundador del Instituto Hidalgo y del Instituto América para señoritas en Tabasco; en 1910 fue nombrado Director General de Instrucción Pública en el estado de Veracruz.
- Carlos Martínez Gil (1907-1972), compositor e intérprete.
- Pablo Martínez Gil (1910-1987), músico.
- Josafat F. Márquez, jefe político 1884-1964.
- Serafín Olarte, caudillo de la Independencia de Papantla; luchó en contra de los realistas.

## Transporte
Autobuses de Oriente (ADO) (Servicio de Primera Clase):
Misantla - Ciudad de México TAPO, Misantla - Puebla CAPU, Misantla - Martínez de la Torre, Misantla - Tlapacoyan (Veracruz), Misantla - Teziutlán, Misantla - Zaragoza (Puebla).
Autobuses Unidos (AU) (Servicio Directo Económico):
Misantla - Ciudad de México TAPO, Misantla - Martínez de la Torre, Misantla - Tlapacoyan (Veracruz), Misantla - Teziutlán, Misantla - Zaragoza (Puebla).
Transportes Regionales Veracruzanos (TRV) (Servicio Intermedio / Ordinario):   
Misantla - Martínez de la Torre.
Auto-Transportes Banderilla (ATB) (Servicio Intermedio / Ordinario):
Misantla - Xalapa (Servicio Directo Económico | En Algunas Ocasiones), Misantla - Nautla, Misantla - Vega de Alatorre, Misantla - Yecuatla.

## Periódicos populares
- La Voz del Pueblo
- El Chiltepín
- El Pregonero

## Radiodifusoras
La ciudad tenía una estación de Radio Am, 1590 XEPT-AM de 1000 watts sus transmisiones iniciaron el 1 de enero de 1968, hasta terminar sus transmisiones en el 14 de agosto del 2012. El 15 de agosto de ese mismo año se dieron por iniciadas las transmisiones de la nueva estación radiofónica de esta ciudad, concretando con esto, el cambio que por decreto deben realizar todas las empresas de radio que transmitían programación en Amplitud Modulada a Frecuencia Modulada, lo que originó que Radio Misantla pasara a ser "Misantla FM" 99.1 Fm con 35 watts de potencia, "Por decreto desparecen las transmisiones de Amplitud Modulada (AM), pasando a ser Frecuencia Modulada(FM), a fin de cuentas la radio es una medio de comunicación que se encuentra en constante cambio para mejorar la calidad de los servicios, esto también es demandado por los empresarios que se anuncian en una estación radiofónica comercial como es nuestro caso", señaló Oscar Ortiz. El 8 de marzo del 2015, la misma estación anuncio el cambio de programas debido que Trabajadores de Televisa Radio convencieron ala radioemisora ser parte de La Ke Buena sin que cambiara la frecuencia de radio ni de potencia de Fm. Un día después iniciaron sus transmisiones alas 6 de la mañana pasaría el programa  Los Hijos de la Mañana que es uno de los programas de cadena nacional, van a poder escuchar los programas locales y nacionales, 99.1 ahora cambia el formato pero sigue siendo la misma frecuencia, la estación desde Misantla para toda la región y lo que era la romántica ahora cambia el formato y ahora empieza a ser regional mexicano con la Ke Buena", agregó. Dentro de las metas de la Ke Buena Misantla 99.1, Oscar "El Tigre" Ortiz señaló que buscarán llegar a todos los rincones del municipio y la región para consolidarse como la estación de música grupera más escuchada.
"Queremos llegar a todos los oídos, gruperos y no gruperos los vamos a acercar a este mundo del regional mexicano y confiamos en que la gente acepte y forme parte de su vida el 99.1, ya lo es hoy día, el 99.1 ha marcado la vida de mucha gente y ahora con Ke Buena queremos repetir la hazaña", finalizó.
MS NOTICIAS 9 de marzo del 2015, Llega La Ke Buena en Misantla.

- La Ke buena 99.1 Fm
- Música Grupera 91.9 Fm
- Radio Evolución (Esta se encuentra en radio Internet)

### Estaciones cerradas
Radio "Sentidos"

Estación de radio digital que se funda en el año 2005 por Juan Manuel López Montero. Primer radio digital de este municipio y pionera en emitir desde internet. Originalmente transmitía desde San Francisco y Arroyo Hondo, dos comunidades de Misantla, ya en crecimiento se mudó a un servicio de streaming con mayor capacidad de escuchas.
Iniciando como proyecto piloto en radiosentido.tk y después en www.radiosentido.com.mx.
Sus programas eran de contenido diverso, puesto que tenían locutores tanto locales como de todas partes de la república. 
Los principales géneros musicales eran rock, pop y música regional mexicana.
Dejó de emitir desde el 2008, actualmente está en proceso de abrir y emitir desde el sitio web con el mismo nombre y desde una aplicación móvil.
Megaradio

Estación de radio digital que se funda en el año 2007 por un grupo de jóvenes, originalmente con el nombre Radio Net. Pioneros en la industria radiofónica digital, transmite sus programas desde Misantla por www.lamega.com.mx con gran penetración en otros países, principalmente Estados Unidos de Norteamérica y Sudamérica así como en diversas ciudades de la República Mexicana. Su actual director es Javier Carmona Villegas.
Sus producciones radiofónicas son de carácter cultural y musical, difundiendo además la música de los artistas locales que acuden a difundir su obra. Además se ha caracterizado por su gran compromiso social, apoyando causas filantrópicas de diversa índole. Actualmente fuera del aire desde el año 2014.

## Religión y otras organizaciones
En Misantla predomina el catolicismo, mientras que los testigos de Jehová son 4%, mormones 0.1%, cristianos evangelistas 3%, pentecostales 2%, gnósticos 1%. El 7% de la población se consideran ateos, lo mismo que otro porcentaje igual (7%) de quienes no practican ninguna creencia religiosa. Otras organizaciones no religiosas están representadas: la masonería (2%).[cita requerida]

### Colonias de la ciudad
- Alba Leonila Méndez Herrera
- Aviación
- Benito Juárez
- Carlos Roberto Smith Veliz
- Cinco de Mayo
- Colonia 20 de Octubre
- 10 de Abril
- El Pozón
- Emiliano Zapata
- Espaldilla
- Francisco Reyes Rodríguez
- Francisco Villa
- Guadalupe
- Jardines de Misantla
- La Gloria
- Las Carmelitas
- Las Rosas
- Libreros
- Linda Vista
- Loma Bonita
- Lomas de las Flores
- Los Naranjos
- Los Pinos
- Luz Divina Morales
- Manuel Villaraus Lima
- Marco Antonio Muñoz T.
- Mateo Acosta
- Mirador
- Miramar
- Nuevo Milenio
- Pedregal I Esperanza Ascon
- Pedregal II Esperanza Ascon
- Plan de la Vieja
- Prolongación Mateo Acosta
- Puerto Palchan
- Rafael Murillo Vidal
- Rafael Ramírez Lavoignet
- Sector Popular
- Teresa Peñafiel
- UH Maestros Veracruzanos
- 20 de Noviembre
- Zotuco

## Localidades
El municipio posee 284 localidades:
- Alfonso Flores
- Arroyo Frío
- Arroyo Hondo
- Arroyo Negro
- Arturo Reyes
- Ampliación la Reforma
- Barranca del Tigre
- Bella Vista
- Bella Vista (La Tuxpeña)
- Brazo Seco
- Buenos Aires
- Buenos Aires (Pueblo Viejo)
- Carolino Anaya
- Casa Blanca
- Cerro de Oro
- Cerro Quebrado I (San Felipe)
- Cerro Quebrado II (Piedras Podridas)
- Chapachapa
- Chihuiza
- Coapeche
- Colonia Ejidal Piedra Grande (Arroyo Hondo)
- Colonia el Porvenir
- Colonia el Recuerdo
- Colorado Chico
- Columbo Vargas
- Congregación Ignacio Allende
- Dos Botellas
- Ejido Trapiche
- Ejido Vista Hermosa (Platanillo)
- El Arbolito
- El Arenal
- El Carmen
- El Carmen
- El Comején
- El Cometa
- El Copal
- El Diamante
- El Escalán
- El Escalán
- El Fénix
- El Gavilán
- El Hule (Camino de Hule)
- El Lirial
- El Manantial
- El Mirador
- El Mirador
- El Mirasol
- El Moral
- El Nogal
- El Paraíso
- El Piave
- El Psicodélico
- El Puente
- El Pozon
- El Rastro
- El Recreo
- El Rocío
- El Taretán
- El Texano
- El Valle
- Emiliano Zapata
- Espaldilla (Ranchería Espaldilla)
- Finca Casa Azul
- Finca el Recuerdo
- Finca Santa Inés
- Francisco I. Madero
- Francisco Jiménez (El Cerro)
- Francisco Sarabia (Paso Viejo)
- Galilea
- Guadalupe Victoria
- Guadalupe Victoria
- Guadalupe Victoria (La Vaquería)
- Guillermo Badillo (El Guayabal)
- Ignacio Zaragoza (El Chorro)
- Independencia (Cerro Verde)
- Juan Jacobo Torres (La Monera)
- Kilómetro Tres
- Kilómetro Uno
- La Barca de Oro (Rancho del Pato)
- La Capilla
- La Chihuisa II
- La Chihuiza I
- La Ciria
- La Constancia
- La Curva del Zapote
- La Defensa
- La Defensa Vieja
- La Esperanza
- La Esperanza (Los Pérez)
- La Frontera
- La Granada
- La Habana
- La Ilusión
- La Libertad
- La Lima
- La Merced
- La Mesa
- La Palma
- La Palma
- La Palma (Casa Blanca)
- La Palmita
- La Piedad
- La Primavera
- La Purísima
- La Reforma
- La Reforma (Kilómetro 9)
- La Rejoya
- La Rejoya
- La Roca
- La Sabana
- La Soledad
- La Terminal
- La Tranca Roja
- La Unión
- La Virgen
- Las Amalias
- Las Lajas
- Las Lomas
- Las Peñitas
- Liquidámbar
- Loma Bonita
- Loma Bonita
- Loma de Coapeche
- Loma del Cojolite
- Loma del Mirasol
- Los Ídolos
- Los Pinos
- Los Puentes
- Los Trapiches
- Los Tulipanes
- Mafafas (Ejido Pipianales)
- Manuel Ávila Camacho
- Manuel Gutiérrez Nájera
- Máximo García (La Guadalupe)
- Morelos
- Moxillón
- Nuevo Centro de Población Ignacio Allende
- Ojo de Agua
- Pachilila
- Palchán
- Palma Sola de Ramírez
- Palmira de Hidalgo
- Palpoala Ixcán
- Paso Blanco
- Piedra Grande (Ranchería Piedra Grande)
- Piedras Negras
- Pipianales (Ejido Pipianales)
- Pipianales (Ranchería Pipianales)
- Plan de Guerrero
- Plan de la Vega
- Plan de Tapapulum
- Plan Grande
- Poblado Ignacio Allende
- Poxtitlán
- Poza del Tigre
- Pozo Escondido
- Pueblo Viejo
- Puente de Dios
- Puerto Chico
- Ranchería Vista Hermosa
- Rancho 66
- Rancho Alegre
- Rancho Amaranta (Buenavista y Amaranda)
- Rancho Contreras
- Rancho el Azteca
- Rancho Jarabe
- Rancho la Asiria
- Rancho la Suerte
- Rancho los Pinos
- Rancho Nuevo
- Rancho Nuevo
- Rancho Señorita Márquez
- Rancho Viejo
- Rancho Zaragoza
- Rubén Vargas
- Saltillo
- Salvador Díaz Mirón
- San Ángel
- San Francisco (Chamizal)
- San Isidro
- San Jorge (El Rosario)
- Santa Bárbara
- Santa Cecilia
- Santa Clara
- Santa Cruz Buena Vista
- Santa Cruz Hidalgo
- Santa Julia
- Santa Lucía
- Santa Margarita
- Santa Teresa (Kilómetro Dos)
- Santa Teresita
- Talismán
- Tapapulum
- Torrecillas
- Troncones
- Unión Venustiano Carranza (Los Naranjos)
- Víctor Vallar
- Venustiano Carranza
- Vicente Guerrero
- Villa Nueva
- Vista Hermosa

## Cronología
1194 d. C. 
Los chichimecas invaden Misantla y se mezclan con la población totonaca.
1469
El rey azteca Acayácatl conquistó la región.
1517
El 20 de enero, día de San Sebastián se traslada la población de San Juan Misantla, del paraje antiguo al nuevo. La nueva fundación fue llamada Santa María de la Asunción Misantla.
1519 
Misantla se localizaba en el lugar que hoy se denomina Pueblo Viejo.
1542
Es pintado el llamado Códice Chiconquiaco, que registra los acontecimientos históricos de la región de Misantla.
1564
El 20 de enero, día de San Sebastián, se traslada la población de San Juan Misantla, del paraje antiguo al nuevo. La nueva fundación fue llamada Santa María de la Asunción Misantla.
1570
Fray Nicolás Hernández evangeliza Misantla.
1571	
Es compuesto el Códice Misantla.
1579
El corregidor Diego Pérez de Arteaga, redacta la Relación de Misantla. 
23 de junio del mismo año, comienza las construcciones de la Parroquia.
1792
Concluyen las construcciones de la Parroquia de Nuestra Señora de Asunción.
1817
Guadalupe Victoria se refugía en Misantla.
1831
Ángel de Ochoa y Ortega escribe "Cantón de Misantla", publicado en la Estadística del Estado Libre y Soberano de Veracruz.
1847
Misantla se alertaba tras la llegada de los Invasores Norteamericanos. En el mismo año había una rebelión en indígena terminó cuando dieron muerte a las autoridades municipales, el 19 de septiembre, tras combatirlos y rendirse en el atrio de la iglesia donde durante fueron sitiados dos días. 
1853
Rebelión contra las medidas del gobierno santanista.
1865
Durante la intervención francesa, se convirtió en centro de operaciones regionales.
1886
Se funda la primera escuela de Misantla Manuel Gutiérrez Zamora.
1903
Se hace cargo de la jefatura política el ingeniero militar Francisco Canovas y Pasquel.
1906
Inicia las construcciones del Palacio Municipal y finaliza antes de dos días del festejo Centenario de la Independencia de México. 
1907
Se inició el camino Misantla-Chiconquiaco.
1910
Por decreto número 28 de 6 de septiembre, se eleva la villa de Misantla a la categoría de Ciudad.
1915
Se crea la Junta de Administración Civil, siendo su primer presidente Josafat Martínez.
1917
El general Eleseo Céspedes, representa a Misantla en el Congreso Constituyente.
1918
Es elegido el primer Presidente Municipal, Isauro Luna.
1929
Cierran el templo católico de la ciudad por órdenes del gobierno de México tras conflictos de la Guerra Cristera
1938
23 de octubre, reabren la Parroquia de Misantla.
1936
Es asesinado Guillermo Badillo, luchador social.
1952
Se termina la construcción del Parque Morelos.
1953
Se funda la biblioteca Gral. Manuel Ávila Camacho.
1959
Se funda la Escuela Preparatoria Alfonso Reyes.
1995
20 de octubre Misantla sufre la peor inundación de la historia, debido a que un Frente Frío que provenía de los Estados Unidos hacia el Golfo de México, tenía una fuerza imparcial de 200 mm de precipitación.
2013
13 de septiembre El puente Rafael Murillo Vidal que conecta demás municipios y hacia la capital del estado, fue derrumbado tras el paso del Huracán Ingrid y Huracán Manuel, 4 meses después el puente fue reconstruido normalmente la parte derrumbada.
2014
La ciudad festeja el 450 Aniversario de la Fundación de Misantla , el festejo se inició del 17 al 20 de enero, el último día comenzaría un gran evento.

## Monumentos históricos
En la ranchería Los Ídolos existe una zona arqueológica. El centro ceremonial de la Región del Totonacapan compuesto de cuatro patios rectangulares unidos entre sí y limitados por plataformas y montículos parcialmente desmontados. La mayor parte de las construcciones están elaboradas con cantos rodados, posiblemente extraídos del río Misantla. Algunos de los basamentos alcanzan hasta 5 m. de altura y presentan en sus partes exteriores mampostería de laja; en los patios se pueden observar figuras arqueológicas labradas en basalto.
- En la calle Zaragoza col. Centro se encuentra antes de llegar la calle José María Morelos, está el Monumento dedicado a los Martínez Gil en su parte superior se representa a La Chacha, icono de la mujer misanteca.

- La cabeza de Miguel Hidalgo, se localiza en la plaza de la Concordia junto a la Casa de la Cultura.

- La Cabeza de Emiliano Zapata, está en la misma plaza de la Concordia junto a la Casa de La Cultura.

- La Cabeza de Benito Juárez, está entre las calles Francisco Villa y Justa García Katz.

## Gobierno
- Presidente Municipal
- Síndico Único de mayoría relativa
- Hacienda y Patrimonio Municipal
- Comunicaciones y Obras Públicas
- Fomento Agropecuario
- Hacienda y Patrimonio Municipal

- Regidor Primero
- Comercio, Centrales de Abasto, Mercados y Rastro
- Regidor Primero
- Policía y Previsión Social
- Regidor Segundo
- Asentamientos Humanos, Fraccionamientos, Licencias y Regularización de la Tenencia de la tierra
- Regidor Segundo
- Participación Ciudadana y Juntas de Mejora- Miento
- Regidor Tercero
- Gobernación, Reglamentos y Circulares
- Regidor Tercero
- Educación, Recreación, Cultura, Actos Cívicos y Fomento Deportivo
- Regidor Cuarto
- Ornato, Parques, Jardines y Alumbrado
- Regidor Quinto
- Limpia Pública, Tránsito y Vialidad
- Regidor Sexto
- Salud y Asistencia Pública, Registro Civil, Panteones y Reclutamiento,
- Regidor Séptimo
- Agua Potable y Alcantarillado, Asuntos Ecológicos y Medio Ambiente
- Regidor Octavo
- Autoridades auxiliares

Los Ayuntamientos, para hacer más eficiente su administración y servicios en los distintos puntos del territorio municipal, se apoyan de las autoridades auxiliares, entre las que se cuenta con los delegados, subdelegados, jefes de sector, jefes de manzana e inclusive los agentes municipales. Los dos primeros cargos se proponen en reunión de cabildo, los jefes de sector y de manzana se eligen conforme a sus respectivos reglamentos, y los agentes municipales, de acuerdo con el artículo 60 de la Ley Orgánica del Municipio Libre se eligen mediante procedimientos preparados por los ayuntamientos, sancionados por la legislatura del estado. Los procedimientos son: auscultación, plebiscito y el voto secreto. El municipio cuenta, en sus diferentes congregaciones, con 36 agentes municipales, 65 subagentes municipales y 83 jefes de manzana.

## Presidentes municipales
| Presidente                                                                                 | Periodo   | Partido político        |
| ------------------------------------------------------------------------------------------ | --------- | ----------------------- |
| Ing. Francisco Cánovas y Pasquel                                                           | 1900-1911 |                         |
| Dr. Eugenio Martínez                                                                       | 1911-1912 |                         |
| Sr. Abel Serratos                                                                          | 1912-1913 |                         |
| Cor. Trinidad Velásquez                                                                    | 1913-1915 |                         |
| Sr. Josafat Martínez                                                                       | 1915-1916 |                         |
| Sr. Ismael Rodríguez                                                                       | 1916-1917 |                         |
| Sr. Isauro Luna                                                                            | 1917-1918 |                         |
| Sr. Daniel Riviello                                                                        | 1918-1919 |                         |
| Sr. Isauro Luna; Segunda ocasión                                                           | 1920-1921 |                         |
| Sr. Víctor Meza Domínguez                                                                  | 1921-1922 |                         |
| Isauro Jiménez                                                                             | 1922-1923 |                         |
| Sr. Víctor Meza Domínguez; Segunda ocasión                                                 | 1923-1924 |                         |
| Mauricio Jiménez                                                                           | 1925-1926 |                         |
| Sr. José del Carmen                                                                        | 1926-1927 |                         |
| Sr. Severo Cárdenas                                                                        | 1928-1929 |                         |
| Sr. Anastasio Vázquez                                                                      | 1930-1931 |                         |
| Sr. Paulino Cubas; lo sustituyó el Sr. Francisco F. Pérez                                  | 1931-1932 |                         |
| Sr. Manuel Delgado; lo sustituyó el Sr. Leonardo Ramírez                                   | 1932-1933 |                         |
| Sr. Feliciano López Santiago                                                               | 1934-1935 |                         |
| Sr. Luis Orozco                                                                            | 1936-1938 |                         |
| Sr. Feliciano López Santiago; Segunda ocasión                                              | 1938-1939 |                         |
| Mauricio Jiminez; lo sustituyó el Sr. Abel Fernández Mora                                  | 1940-1941 |                         |
| Sr. Pedro Fernández Mora                                                                   | 1942-1943 |                         |
| Sr. Pedro Martiniano; lo sustituyó el Sr. Félix Muñoz                                      | 1944-1945 |                         |
| Sr. Gonzalo Rabelo; lo sustituyó el Sr. Armando Vodals                                     | 1945-1946 |                         |
| Rufino Zacarías                                                                            | 1947-1949 |                         |
| Sr. Gustavo de la Hoz; lo sustituyó el Sr. Salvador Valencia                               | 1950-1952 |                         |
| Sr. Alberto Rodríguez Lagunas                                                              | 1952-1955 |                         |
| Sr. Romualdo Hernández Chimal                                                              | 1955-1958 |                         |
| Dr. Juan Pablo Prom Lavoignet                                                              | 1958-1961 |                         |
| Sr. José Uribe Rivera                                                                      | 1961-1964 | PRI                     |
| Lic. Cornelio Recio; lo sustituyeron José Beltrán y Francisco Reyes R. (Concejo Municipal) | 1964-1967 |                         |
| Sr. David Arroyo Castellanos                                                               | 1967-1970 |                         |
| Prof. Marco Antonio Ramírez Luzuriaga                                                      | 1970-1973 |                         |
| Lic. Nicodemus Santos Luck                                                                 | 1973-1976 |                         |
| Camilo Mujica Meza                                                                         | 1976-1979 | PRI                     |
| Sr. Roberto Castellanos García                                                             | 1979-1982 |                         |
| Sr. Celestino Hernández Mora                                                               | 1982-1985 |                         |
| Sr. León Arroyo Castellanos                                                                | 1985-1988 |                         |
| Idelfonso Fernández Ruiz                                                                   | 1988-1991 | PRI                     |
| Sr. Julio Armando Espinoza Barrios                                                         | 1991-1994 | PRI                     |
| Dr. Carlos Carballal Valero                                                                | 1995-1997 | PRI                     |
| Prof. Gustavo Moreno Ramos                                                                 | 1998-2000 | PRI                     |
| Prof. Cirino Boo Ríos                                                                      | 2000-2004 | PRI                     |
| Lic. Víctor Domínguez Hernández                                                            | 2005-2007 | PAN                     |
| Lic. Álvaro Mota Limón                                                                     | 2008-2010 | PRI PVEM PNA            |
| Lic. Javier Hernández Candanedo                                                            | 2011-2013 | PAN PNA                 |
| Arq. Efrén Meza Ruiz                                                                       | 2014-2018 | Alternativa Veracruzana |
| Lic. Othón Hernández Candanedo                                                             | 2018-2022 | PAN PRD                 |
| Lic. Javier Hernández Candanedo                                                            | 2022-2025 | Morena PT PVEM          |